# Ninoxe de l'Amirauté
Ninox meeki
Espèce
Statut de conservation UICN

 LC  : Préoccupation mineure
Statut CITES
La Ninoxe de l'Amirauté (Ninox meeki) est une espèce d'oiseaux de la famille des Strigidae.

## Répartition
Cette espèce est endémique de l'île de Manus, des îles de l'Amirauté.